# Sint-Elisabethkerk (Stokkem)

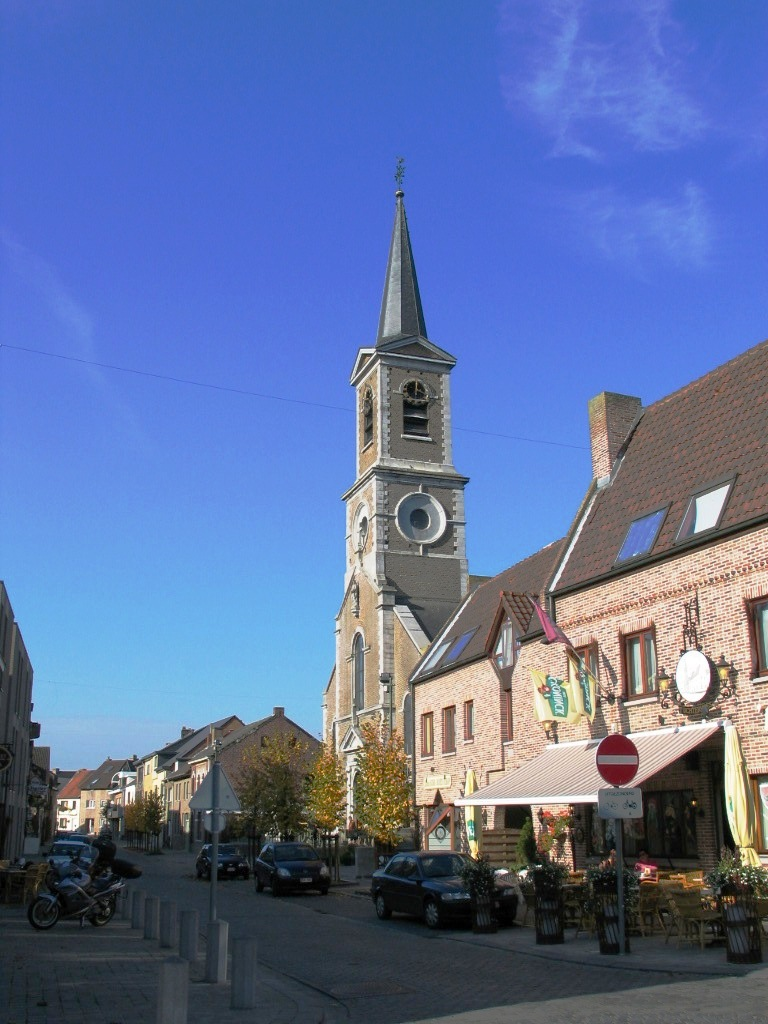
Sint-Elisabethkerk

De Sint-Elisabethkerk is de parochiekerk van Stokkem, gelegen aan de Steenkuilstraat 48.

## Geschiedenis
Aanvankelijk was de parochiekerk gewijd aan Sint-Lambertus en was ze ondergeschikt aan de parochie van Dilsen. In 1320 werd Stokkem een zelfstandige parochie. Zeker in 1003 moet er al een stenen kerkje zijn geweest, gezien de inscriptie van een jaartal in een steen die bij de afbraak van de kerk werd gevonden. Hier werd in de loop van de geschiedenis aan bijgebouwd; zo had de kerk een gotisch koor.
In 1605 brandde de kerk grotendeels af, maar werd hersteld. In 1641 werd de kerk gewijd aan de Heilige Elisabeth.
Van 1846-1848 werd de huidige, neoclassicistische, kerk gebouwd, onder architectuur van Joseph Jonas Dumont. In tegenstelling tot de voorganger was deze kerk niet georiënteerd, maar werd met de voorgevel naar de straatzijde geplaatst.
Het betreft een bakstenen pseudobasiliek met ingebouwde toren, voorzien van hardstenen versieringen zoals hoekbanden en omlijstingen van de vensters en het ingangsportaal. De toren is 45 meter hoog en heeft twee geledingen.

## Meubilair
Het kerkmeubilair omvat een hoogaltaar uit 1668, van geschilderd hout. In de doopkapel bevindt zich nog een portiekaltaar uit 1775. Er zijn eiken biechtstoelen uit de 17e en 18e eeuw en een communiebank uit de 2e helft van de 18e eeuw. Het orgel stamt uit ongeveer 1805 en werd gebouwd door Joseph Binvignat.
Er is een beeld van Onze-Lieve-Vrouw met Kind uit ongeveer 1600, en een kruisbeeld uit mogelijk het begin van de 18e eeuw. Verder is er een 18e-eeuws schilderij van Sint-Augustinus van Hippo, en een schilderij voorstellende de kroning van Maria, uit dezelfde tijd.
Daarnaast zijn er tal van voorwerpen en kunstwerken uit de tijd van de bouw van de huidige kerk, waaronder meubilair uitgevoerd door Jan Dieterich.